# امانوئل کلیور
امانوئل کلیور (به انگلیسی: Emanuel Cleaver) نمایندهٔ حوزه انتخابیه پنجم میزوری از حزب دموکرات ایالات متحده آمریکا در مجلس نمایندگان ایالات متحده آمریکا است که برای نخستین‌بار در ۵ ژانویه ۲۰۰۵ میلادی به‌عضویت این مجلس درآمد.